# Стар музей на Акропола
Старият музей на Акропола (на гръцки: (Παλαιό) Μουσείο Ακρόπολης, (Palaio) Mouseio Akropolis) е бивш археологически музей, разположен в Атина, Гърция на археологическия обект Акропол. Той е построен в ниша в източния край на скалата и по-голямата му част се намира под нивото на върха на хълма, което го прави невидим. Той е смятан за един от най-големите археологически музеи в Атина. Поради ограничения си размер, гръцкото правителство решава в края на 80-те години да построи нов музей. Новият музей на Акропола сега е построен в подножието на Акропола. През юни 2007 г. старият музей затвори вратите си, а антиките поместени в него са преместени в новия им дом, който е открит на 20 юни 2009 г.
Музеят съдържа само каменни статуи от монументите на Акропола и от местните разкопки. От началото на разкопките вазите и бронзовите фигури се пазят в Националния археологически музей на Атина, като надписите са в Епиграфския музей.

## История
Музеят е дом на много от древните реликви на гръцкия свят, намерени в и около Атинския Акропол, откакто са започнали разкопките. Проектиран е от архитект Панагис Калкос и е построен между 1865 и 1874 г. През 1950-те е разширен на изток, а експозицията е пренаредена от археолога И. Мелиадес.
Много от уникалните творби на изкуството, които красят Акропола, са откраднати и изнесени в чужбина. Най-сериозно е ограбването на паметници в началото на XIX век, като най-прочут случай е износът на скулптурни украси от Партенона от лорд Томас Елгин, британски посланик в Османската империя.
Сградата се намира в югоизточния ъгъл на Акропола. През 1974 г. министър-председателят Константинос Караманлис предлага изграждането на нов музей. Първоначалните планове са изготвени под ръководството на Мелина Меркури и е избран теренът на бившата военна болница Макригиани и казармите на жандармерията. Първия конкурс е силно критикуван и няколко години по-късно е обявен нов конкурс. През 2007 г. старата сграда е затворена, за да се подготви преместването в новата сграда.

### Новата сграда
Новата сграда е проектирана от Бърнард Чуми и Михали Фотиадес и е построена в периода 2002 – 2007 г. на улица Ареопагиту. Тя е открита в събота, 20 юни 2009 г., а входната такса беше 1 евро за първата година и 5 евро след това.

### Нанесени щети на Акропола
Отводнителните тръби от Стария музей на Акропола са приписани за причиняването на голяма част от разпадането на Акропола.

## Колекция
Колекцията на музея включва:
- скулптури от архаичния период
- фронтони от храмове от архаичния период
- архаични конници
- скулптори от строгия стил
- фронтони и метопи от Пантеона
- фриз от Партенона
- фриз от Ерехтейона
- парапети от храма на Атина Нике
- фриз от храма на Атина Нике
- Кариатиди
- глинени фигурки и вази от светилището на нимфите

Най-важни в експозицията са:
1. „Мосхофорос“ – „Носач на телета“
2. Ко̀ра в пеплос
3. Ко̀ра с бадемови очи
4. Фронтон от древния храм
5. Момчето на Критий
6. Релефът „Замислената Атина“
7. Фрагменти от фриза на Партенона
8. Метоп от Партенона
9. Кариатидите
10. Релефен парапет от храма на Нике – един от парапетите, които укрепват трите страни на зоната около храма на Атина Нике; младата Нике е показана с полу-разперени крила, навеждаща се, за да върже или развърже сандала си. Датира се около 410 година пр.н.е.